# Aszur-rem-niszeszu

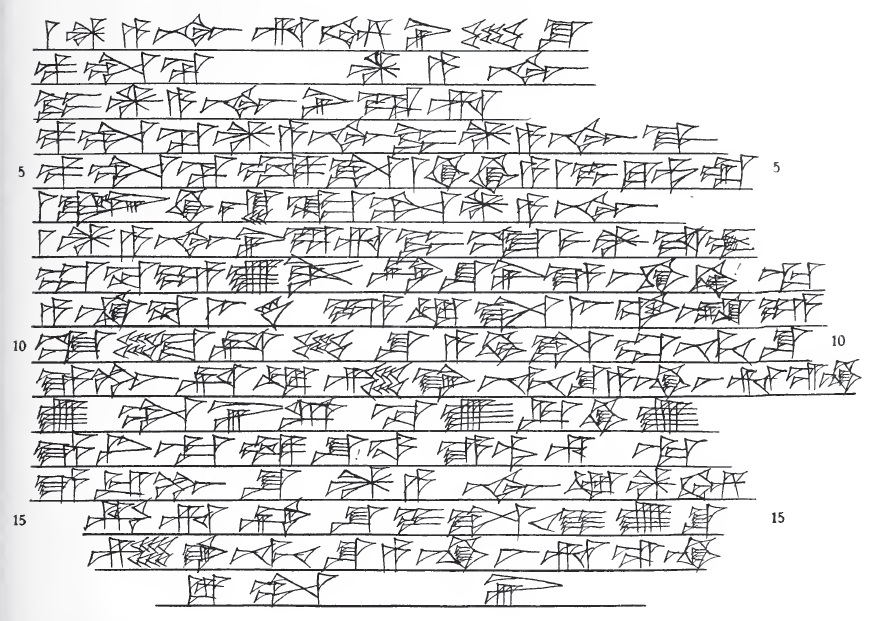
Autografia inskrypcji budowlanej Aszur-rem-niszeszu z glinianego stożka odnalezionego w mieście Aszur. Cztery pierwsze linijki tej inskrypcji brzmią: „Aszur-rem-niszeszu, zarządca boga Aszura, syn Aszur-nirari (II), zarządcy boga Aszura, (który był) synem Aszur-rabi (I)”.

Aszur-rem-niszeszu lub Aszur-ra’im-niszeszu - król Asyrii w latach 1408-1401 p.n.e., następca i brat Aszur-bel-niszeszu, syn Aszur-nirari II, ojciec i poprzednik Aszur-nadin-ahhe II. Wiadomo, że prowadził prace budowlane przy murach obronnych miasta Aszur.

## Imię
Akadyjskie imię tego władcy, brzmiące Aššur-rêm-nišēšu bądź Aššur-rā’im-nišēšu, znaczy „Aszur kocha swój lud”. W tansliteracji z pisma klinowego zapisywane jest ono w formie mda-šùr-re-em-ni-še-šu (w jego własnej inskrypcji) bądź (m)(d)aš-šur-ÁG-UN.MEŠ-šu/šú (w kopiach Asyryjskiej listy królów).

## Tytulatura
W swej własnej inskrypcji z miasta Aszur władca ten nosi tytuł „zarządcy/namiestnika (boga) Aszura” (ÉNSI da-šùr).

## Pochodzenie i rodzina
Asyryjska lista królów przedstawia Aszur-rem-niszeszu jako syna i następcę wcześniejszego króla Aszur-bel-niszeszu. Stoi to w sprzeczności z informacjami pochodzącymi z własnej inskrypcji Aszur-rem-niszeszu, która nazywa go synem Aszur-nirari II, władcy panującego przed Aszur-bel-niszeszu. Sam Aszur-bel-niszeszu we własnej inskrypcji również nazywa siebie synem Aszur-nirari II, a to czyni z Aszur-rem-niszeszu jego brata, a nie syna. Zgodnie z Asyryjską listą królów następcą Aszur-rem-niszeszu był jego syn Aszur-nadin-ahhe II. Synem Aszur-rem-niszeszu mógł być też kolejny król asyryjski Eriba-Adad I, ale w jego przypadku zachowane kopie Asyryjskiej listy królów nie są zgodne: kopia A nazywa go wprawdzie synem Aszur-rem-niszeszu, ale kopie B i C czynią go synem Aszur-bel-niszeszu. 

## Panowanie
Według Asyryjskiej listy królów Aszur-rem-niszeszu panować miał przez 8 lat, a uczeni datują te rządy na lata 1408-1401 p.n.e.. W trakcie prac wykopaliskowych w asyryjskiej stolicy Aszur odkryto stożek gliniany z inskrypcją tego władcy opisującą jego prace renowacyjne przy murach obronnych tego miasta. Inskrypcja ta jest ważnym źródłem informacji dla uczonych, gdyż Aszur-rem-niszeszu wymienia w niej wcześniejszych władców, którzy również prowadzili prace budowlane przy tych murach obronnych. 